# Pladesaks
Pladesaks er en saks, der bruges til at klippe i metal i pladeform af en vis tykkelse.
Der findes også elektriske pladesakse.
En pladesaks kan klippe i metalplader så som bliktag, kobberplade, blikplade, messingplade, bronzeplade osv.